# Podalyria racemulosa
Podalyria racemulosa är en ärtväxtart som beskrevs av Dc. Podalyria racemulosa ingår i släktet Podalyria och familjen ärtväxter. Inga underarter finns listade i Catalogue of Life.